# Twierdzenie Tarskiego o ultrafiltrze
Twierdzenie Tarskiego o ultrafiltrze – twierdzenie matematyczne z zakresu teorii mnogości stworzone przez Alfreda Tarskiego w 1930 roku. 
Treść twierdzenia Tarskiego:
Każdy zbiór scentrowany zawiera się w pewnym ultrafiltrze.
Ponieważ każdy filtr jest zbiorem scentrowanym, to z twierdzenia Tarskiego można wywnioskować, że każdy filtr zawiera się w pewnym ultrafiltrze.